# Kawah Ijen
Kawah Ijen är en sjö i Indonesien.   Den ligger i provinsen Jawa Timur, i den sydvästra delen av landet, 800 km öster om huvudstaden Jakarta. Kawah Ijen ligger 2 152 meter över havet. Arean är 0,50 kvadratkilometer. I omgivningarna runt Kawah Ijen växer i huvudsak städsegrön lövskog. Den sträcker sig 0,8 kilometer i nord-sydlig riktning, och 0,9 kilometer i öst-västlig riktning.